# Andrés Sandoval
Andrés Sandoval Campbell (Milford, 23 agosto 1983) è un ex cestista statunitense con cittadinanza dominicana, professionista nella NBDL.

## Carriera
Con la Rep. Dominicana ha disputato i Campionati centramericani del 2008.